# Kanton Tulle-Campagne-Nord
Der Kanton Tulle-Campagne-Nord war von 1982 bis 2015 ein französischer Wahlkreis im Département Corrèze in der damaligen Region Limousin. Er umfasste sechs Gemeinden im Arrondissement Tulle; sein Hauptort (frz.: chef-lieu) war Tulle. Die landesweiten Änderungen in der Zusammensetzung der Kantone brachten im März 2015 seine Auflösung.

## Gemeinden
| Gemeinde                  | Einwohner (Stand: 2022) | Code postal | Code Insee |
| ------------------------- | ----------------------- | ----------- | ---------- |
| Chameyrat                 | 1492                    | 19330       | 19038      |
| Favars                    | 1121                    | 19330       | 19082      |
| Naves                     | 2318                    | 19460       | 19146      |
| Saint-Germain-les-Vergnes | 1149                    | 19330       | 19207      |
| Saint-Hilaire-Peyroux     | 997                     | 19560       | 19211      |
| Saint-Mexant              | 1331                    | 19330       | 19227      |